# Смоґ (дракон)
Смоґ, або Смауґ (англ. Smaug) — дракон й головний антагоніст у романі-казці «Гобіт, або Туди і Звідти» (1937) англійського письменника Джона Толкіна; дракон з Сірих Гір.

## Характеристика
Смоґ — могутній та злий дракон, що заволодів скарбами королівства гномів та наводив жах на всіх, хто наближався до Самотньої Гори.
Він був величезний золотаво-червоний, в його довге білясте черево вкарбувалися самоцвіти і золото, що створило обладунки на його тілі, які він вважав надзвичайно міцними.
Король під Горою мертвий — а де ж його кревні, котрі б наважилися мріяти про помсту? Ґіріон, Володар Долу, мертвий, а його людей я пожер, як вовк овець, — а де ж сини його синів, котрі б насмілилися наблизитись до мене? Я несу погибель скрізь, де забажаю, і ніхто не сміє стати супроти мене. Я подолав древніх воїнів, рівних котрим не знайти в нинішньому світі. Але тоді я ще був молодий і тендітний. А тепер я старий і могутній — могутній — могутній, Злодію в Сутіні! — зловтішався він. — Моя броня завтовшки в десять щитів, мої зуби — мечі, мої кігті — списи, змах мого хвоста — удар блискавки, мої крила — ураган, мій подих — смерть!— Толкін Дж. Р. Р. Розділ 12. Про що стало відомо за дверима // Гобіт, або Туди і звідти / пер. з англ. Олени О'Лір

## Літературний життєпис
Дракони здавна жили на Півночі в горах Еред Мітрін. Торін вказує, що Смоґ був «особливо зажерливий, могутній і злий змій». Одного дня Смоґ знявся в повітря і полетів на південь до Самотньої Гори, аби заволодіти золотом та багацтвом, яким володіли ґноми Самотньої гори, королем тих ґномів на той час був Трор, дід Торіна. Спочатку дракон приземлився на Гору в стовпі полум'я. Потім він сповз схилом донизу, а коли дістався до лісів — вони зайнялися. Дракон почав з винищення всіх ґномів, що взялись обороняти вхід до Гори, а потім напав на мешканців міста Долл, що розміщувалось під Горою. Тоді він повернувся, проповз крізь Головну Браму і спустошив усі чертоги та галереї. Після того в Горі не залишилося жодного живого ґнома, а всі багатства дракон забрав собі. Напевно — бо так уже у драконів заведено — він склав їх у велику купу і спить на ній, як на ложі.
ПІсля описаних подій пройшло близько 150 років, місто Долл занепало, а люди переселились в Езґарот (Озерне місто, яке було побудоване на палях посеред Довгого озера в руслі річки Келдуін (Бистриця) та гирлі Лісової річки), аби вбезпечити місто від руйнації драконовим вогнем. До початку подій «Гобіта» дракон не виходив з Самотньої гори вже багато років.
Гандальф вважав, що Смоґ може становити значну загрозу, якщо об'єднається з Сауроном. Саме тому він організовує «пригоду», ціллю якої є мандрівка до Самотньої Гори, ґноми хочуть знайти Бічний вхід та дізнатися, чи живий же Смоґ, а якщо пощастить — повернути свої багатства і помститися Смоґові.
Дійшовши Самотньої Гори, компанія ґномів та Більбо знайшла Бічний вхід, і Більбо проник до чертогів Самотньої Гори. Гобіт проникає до Гори та краде звідти золоту чашу. Смоґ прокинувся та зрозумів, що його було пограбовано. Розлючений дракон вилетів назовні та почав шукати той невеликий хід, яким злодії потрапили до Гори. Знайшовши його, дракон випалив усе навколо неї, а також з'їв частину поні, яких зміг знайти, і на яких ґноми привезли до Гори свій крам. Потім дракон повернувся до Гори та почав чекати зловмисників.
Коли Більбо вдруге проник до чертогів Самотньої Гори, Смоґ відчув його запах та присутність Єдиного перстня, бо той був зроблений з золота.
— Так-так, злодій! Я вловлюю твій запах і твій дух. Я чую твоє дихання. Підійди-но ближче! Поживися ще раз, не церемонься — тут усього більш ніж удосталь!
Але Більбо був не таким уже й невігласом стосовно драконів, і якщо Смоґ сподівався підманити його ближче так легко, то він прорахувався. — Ні, дякую тобі, о Сможе Страхітливий! — відповів він. — Я прийшов не за подарунками. Я лише хотів поглянути на тебе і побачити, чи ти справді такий величезний, як про те оповідають у казках. Я в це не вірив.. — А тепер віриш? — спитав дракон, дещо влещений, хоч і не повірив жодному слову Більбо. — Воістину, пісні та казки цілковито програють у порівнянні з дійсністю, о Сможе, Найперше і Найбільше із Зол! — відповів гобіт.— Толкін Дж. Р. Р. Розділ 12. Про що стало відомо за дверима // Гобіт, або Туди і звідти / пер. з англ. Олени О'Лір
Хоча Більбо і описував себе, свій шлях та компанію загадками, Смоґ зрозумів, що йому допомогли люди з Озерного міста. Дракон був пихатий, самовпевнений, тому розмова з Більбо тривала досить довго, дракон вихвалявся своєю силою та дорогоцінними обладунками, які, як він вважав, робили його невразливим. Саме тоді Більбо побачив вразливе місце на грудях.
Врешті решт, дракон вирішив покарати жителів Озерного міста, тому вийшовши з Гори, попрямував якраз туди, аби знищити все.
Дракон був вбитий стрілою лучника Барда, який був нащадком Ґіріона, Володаря Долу. Стріла поцілила саме в те вразливе місце, на нього Барду вказав старий дрізд, який чув, як Більбо розповідав ґномам про недолік драконового обладунку.

## Ілюстрації
Толкін створив численні ескізи олівцем та два більш детальні малюнки, що зображують Смауґа. Останні були деталізовані чорнилом та аквареллю; один зображав розмову Більбо зі Смауґом, інший — грубим кольоровим олівцем та чорнилом — під назвою Смерть Смауґа. Хоча жоден з них не з'явився в оригінальному друку «Гобіта» через фінансові обмеження, обидва були включені до наступних видань, зокрема розмова зі Смауґом. Смерть Смауґа була використана для обкладинки у Великій Британії з м'якої обкладинки Hobbit.

## Дослідження образу
Ліннет Портер, видатний біограф, вважає Смоґа «скоріше злодієм аніж чудовиськом»: «він хитрий та розумний, пихатий та жадібний, самовпевнений та гордий». Відома авторка фентезі Сандра Унерман вважає Смоґа «одним з найсамобутніших драконів, що були створені». Дослідник Толкіна Енн Петті «закохалась в дракона з першого погляду», визначає Смоґа, як «страшного, але напрочуд впізнаваного».
Дослідник Толкіна Томас Шиппі відмічає «манію» (англ. bewilderment), яку дракон відчуває та яка також отруює ґномів: дракон очарований скарбами, і ґноми, які спочатку мали на меті перемогти дракона та повернути дім, після спілкування з Смоґом стають одержимими в бажання володіти скарбами. Також Томас Шиппі звертає увагу на манеру спілкування Смоґа, «його неочікувано просторікуватий стиль спілкування. Він спілкується з харакетною для вищих британських кіл агресивною ввічливістю, яка поєднує роздратованість та зверхність з очевидною повагою та невпевненістю.» Різко контрастує з таким стилем спілкування його марнославство у відповідь на лестощі, дракон прагне продемонструвати своб незнищенність через демонстрацію своїх обладунків. Томас вбачає в цьому «переходи між тваринною та високорозвиненою поведінковою моделлю, ввічливістю і відвертим зловтішанням з приводу вбивств», що призводить до «двоєдушності» образу дракона.